# Túpolev Tu-12
El Túpolev Tu-12 (designación de desarrollo 77) fue un bombardero medio experimental a reacción soviético, desarrollado desde el exitoso bombardero de motor de pistón Túpolev Tu-2 después del final de la Segunda Guerra Mundial. Fue diseñado como avión de transición para familiarizar a Túpolev y a la VVS con los problemas relacionados con los bombarderos a reacción.

## Desarrollo
El proyecto de bombardero a reacción Túpolev Tu-73 estaba sufriendo retrasos a principios de 1947, y Túpolev sugirió remotorizar el bombardero medio Tu-2 con reactores importados Rolls-Royce Nene británicos para producir un bombardero a reacción los más rápidamente posible. Los trabajos de diseño comenzaron bastante antes de que se recibiera la aprobación oficial el 31 de mayo de aquel año para que un Tu-2S fuera convertido en los talleres de la OKB,  y otros cinco lo fueran en Zavod (Fábrica) N.º 23, aunque la construcción del prototipo ya había comenzado a principios de mayo bajo la designación de oficina 77.
Los cambios al Tu-2 estándar se minimizaron para acelerar la producción y fueron los siguientes:
- Los motores radiales Shvetsov ASh-82FN fueron sustituidos por dos reactores Nene.
- El diedro del ala fue reducido de 6° a 3°.
- El fuselaje fue alargado 400 mm y el fuselaje trasero fue elevado 300 mm.
- Fue equipado con un nuevo tren de aterrizaje triciclo, retrayéndose las unidades principales en las góndolas motoras.
- Se instalaron depósitos de combustible adicionales y el diseño de los mismos se cambió para adaptarse al cambio de la gasolina por queroseno.
- El sistema de control fue revisado y se instalaron compensadores en los elevadores.
- El ala y la cola fueron reforzados.
- Los cañones ShVAK de 20 mm fueron desmontados de las raíces alares y se montó un cañón Nudelman-Suranov NS-23 de 23 mm en un carenado externo en el lado de estribor del morro.

### Pruebas y evaluación
El prototipo fue completado en julio de 1947 y voló por primera vez el 27 del mismo mes. Se mostraron dos aviones en el Desfile del Día de la Aviación en Tushino el 3 de agosto del mismo año. Se completaron las pruebas del fabricante en septiembre y pasó las pruebas de aceptación estatales del 4 de octubre de 1947 al 27 de febrero de 1948, cuando fue redesignado como Tu-12. El informe del NII VVS (Naoochno-Issledovatel'skiy Institoot Voyenno-Vozdooshnykh Seel, Instituto de Pruebas Científicas de la Fuerza Aérea) resumió las diferencias entre el Tu-2 y el Tu-12 como "una considerable ganancia en velocidad, un mejorado régimen de ascenso, un más alto techo de vuelo, pero peores prestaciones en tierra y una carga de combustible considerablemente mayor para llegar al alcance del Tu-2". Tanto la falta de cabina presurizada, que reducía mucho su efectividad a gran altitud, como la de sistema antihielo en los bordes de ataque de ala y cola y en los cristales de la cabina, fueron destacados como problemas importantes. A alta velocidad, era virtualmente imposible girar y elevar las torretas artilladas VUB-68 y Lu-68 operadas manualmente. Las vibraciones del cañón NS-23 cuando disparaba inutilizaba el equipo de la cabina del navegador y dañaba los cristales de la misma. El encendido del equipo de identificación amigo/enemigo (IFF) afectaba adversamente al equipo de intercomunicación y a las radios. Tuvieron que instalarse nuevos generadores, ya que los originales no producían suficiente potencia eléctrica.
Las pruebas realizadas por el NII VVS incluyeron enfrentamientos entre el Tu-12 y los cazas soviéticos a reacción MiG-9 y Yak-23, que fueron muy útiles para la evaluación del armamento de los cazas, el defensivo del bombardero y las tácticas propias relacionadas con ambos tipos de aviones. Las pruebas demostraron la inferioridad del armamento de 12,7 mm y significaron que cada bombardero soviético desde entonces en adelante dispusiera de un armamento defensivo que usaría torretas eléctricas con armas de 20 mm o mayores.
Los cinco aviones modificados en fábrica fueron dotados del motor Klimov RD-45, la copia soviética sin licencia del motor Nene, y los seis aviones fueron usados por la VVS para la familiarización y entrenamiento de tripulaciones. Los aviones completados fueron más tarde relegados a la realización de pruebas. Un avión fue usado para probar drones y otro, redesignado Tu-12LL, montó varios pulsorreactores en un pilón bajo el fuselaje.

## Variantes
77
Designación interna de proyecto.
Tu-12
Prototipo y ejemplares de serie de bombardero medio a reacción, 6 construidos.
Tu-12LL
Un Tu-12 modificado para probar pulsorreactores.

## Operadores
Unión Soviética
- Fuerza Aérea Soviética

## Especificaciones (Tu-12)
Referencia datos: The Illustrated Encyclopedia of Aircraft

### Características generales
- Tripulación: Cinco
- Longitud: 16,5 m (54 ft)
- Envergadura: 18,9 m (61,9 ft)
- Superficie alar: 48,8 m² (525,3 ft²)
- Peso vacío: 8993 kg (19 820,6 lb)
- Peso cargado: 15 720 kg (34 646,9 lb)
- Planta motriz: 2× turborreactor Rolls-Royce Nene I.
  - Empuje normal: 22,2 kN (2268 kgf; 5000 lbf) de empuje cada uno.

### Rendimiento
- Velocidad máxima operativa (Vno): 783 km/h (487 MPH; 423 kt)
- Alcance: 2200 km (1188 nmi; 1367 mi)
- Techo de vuelo: 11 370 m (37 303 ft)

### Armamento
- Ametralladoras: 

  - 2x UBT de 12,7 mm

- Cañones: 

  - 1x Nudelman-Suranov NS-23 de 23 mm
- Bombas: 3000 kg

## Aeronaves relacionadas

### Desarrollos relacionados
- Túpolev Tu-2

### Secuencias de designación
- Secuencia Tu-_ (interna de Túpolev): ← Tu-6 - Tu-8 - Tu-10 - Tu-12 - Tu-14 - Tu-16 - Tu-18 →